# Io e il re
Io e il re è un film del 1995 co-scritto e diretto da Lucio Gaudino. È stato presentato alla 52ª Mostra internazionale d'arte cinematografica di Venezia.

## Trama
9 settembre 1943: in un castello nei pressi di Pescara (castello di Crecchio), residenza del Conte, fervono i preparativi per le nozze di suo nipote Tonio con Maria, la figlia della cuoca, che il ragazzo ha messo incinta. Improvvisamente però giunge la comunicazione che il re Vittorio Emanuele III, dopo l'armistizio di Cassibile, si sta trasferendo precipitosamente con la corte verso Brindisi e necessita di sostare qualche ora presso il castello. La circostanza viene vissuta con particolare interesse da Matilde, dodicenne nipote del Conte, che assiste curiosa a tutto ciò che le avviene intorno: sua madre Beatrice, impegnata ad accogliere gli ospiti, rivede con grande stupore il maggiore Ferri, un militare di cui un tempo è stata innamorata; intanto la ragazzina è affascinata dalla figura dell'anziano sovrano, con il quale ha un dialogo molto amichevole. Questo strano evento segna molto la giovane Matilde, che ne approfitta per scoprire i segreti e le passioni del mondo degli adulti.

## Realtà storica
Il film fu ispirato a fatti realmente accaduti circa la fuga di re Vittorio Emanuele III e dello Stato Maggiore, prima all'aeroporto di Pescara, successivamente presso il castello Duchi de Riseis di Crecchio l'8 settembre 1943, salvo poi imbarcarsi la notte del 9 settembre al porto di Ortona per raggiungere Brindisi.

## Costi e incassi
Io e il re si rivelò un colossale flop al botteghino: a fronte di un finanziamento statale di un miliardo e 600 milioni di Lire, pari a circa 826.331 €, fu visto esclusivamente da 13.594 spettatori.

## Riconoscimenti
- 1995 - Annecy cinéma italien
  - Premio del pubblico